# Joseph Guth
Pour les articles homonymes, voir Guth.
Joseph Guth, né le 14 avril 1860 à Paris et mort le 15 novembre 1927 à Nancy, est un ébéniste français.

## Biographie
Joseph Guth est né à Paris le 14 avril 1860 de Marcus Guth et Marie Anne Müller. La famille s’installe ensuite à Oron en Alsace-Moselle allemande. Un second enfant, Auguste Guillaume Guth, naît le 9 mai 1878.
Il se marie en mai 1886 à Delme avec Marie Marguerite Faber.
Joseph Guth crée en 1889 à Nancy la fabrique de meubles éponyme (souvent dénommée "J Guth"), dont le magasin sera successivement rue Charles III, puis rue Saint Nicolas et rue Saint Julien à Nancy.
Pour des raisons inconnues, son frère cadet Paul Guth créée vers 1907 sa propre fabrique de meubles au 3 rue du Montet à Nancy (actuelle avenue du Général Leclerc). Les deux firmes concurrentes font alors un usage important de la publicité dans la presse lorraine.
Dans la mouvance de l'École de Nancy, sa production consiste en de nombreux petits meubles marquetés de style Art nouveau et du mobilier de plus grande taille comme des vitrines.
Joseph Guth meurt le 15 novembre 1927 et est inhumé à Nancy au cimetière du Sud. 
Sa fille Juliette Guth (1897-1942) reprend alors la fabrique avec la même dénomination commerciale et ses meubles évoluent vers le style Art Déco. Elle reste probablement active jusqu’à la Seconde guerre mondiale.

## Attribution des œuvres
L'attribution des meubles est rendue difficile par l'absence de catalogues et la variété des signatures recensées.
Signatures répertoriées :
- J Guth : attribution à Joseph puis Juliette Guth
- Paul Guth et P Guth : attribution à Paul Guth
- Guth Nancy et Guth : attributions non claires